# Protonemura talboti
Protonemura talboti är en bäcksländeart som först beskrevs av Navás 1929.  Protonemura talboti ingår i släktet Protonemura och familjen kryssbäcksländor. Inga underarter finns listade i Catalogue of Life.